# مالوما
خوان لويس لوندونو أرياس (بالإسبانية: jaun Luis londoño Arias)‏ ويعرف أكثر باسمه الفني مالوما (بالإنجليزية: Maluma)‏ ولد في 28 يناير 1994 هو مغني وكاتب أغاني كولومبي انطلقت مسيرته الغنائية في عام 2010 عبر تسجيل الأغاني وإطلاقها، إثر ذلك وقع لشركة سوني ميوزك كولومبيا (بالإنجليزية: Sony music Columbia)‏ وسوني اللاتينية (بالإنجليزية: Sony Latin)‏. يعتبر مالوما نفسه كاثوليكي لكنه يقول إنه يأخذ أيضًا جوانب من الديانات الأخرى.